# Cercle Català de Madrid
Cercle Català de Madrid és una entitat fundada el 1952 a Madrid per tal que els catalans residents a Madrid poguessin mantenir costums i tradicions pròpies i per tal que els no catalans residents a Madrid poguessin aprendre català i costums catalans. Gaudeix d'una biblioteca, un auditori, una agrupació sardanista, un esbart dansaire i un restaurant.
El 1998 va rebre el premi "a l'Activitat Sardanista dels Casals Catalans", conjuntament amb el Centre Català de Luxemburg.
El 2002 va rebre la Creu de Sant Jordi en reconeixement del seu «paper de representació del nostre país a la capital de l'Estat, on du a terme una tasca ben positiva que contribueix a eixamplar els ponts del diàleg entre cultures. Les seves nombroses activitats afavoreixen, notòriament, el millor coneixement a Madrid de la llengua catalana i de la cultura que s'hi expressa».